# شمس خان (زنغلانلو)
شمس خان (بالفارسية: شمس‌خان) هي قرية تقع في إيران في قسم زنغلانلو الريفي. يقدر عدد سكانها بـ 272 نسمة بحسب إحصاء 2016.